# Venus de Berejat Ram

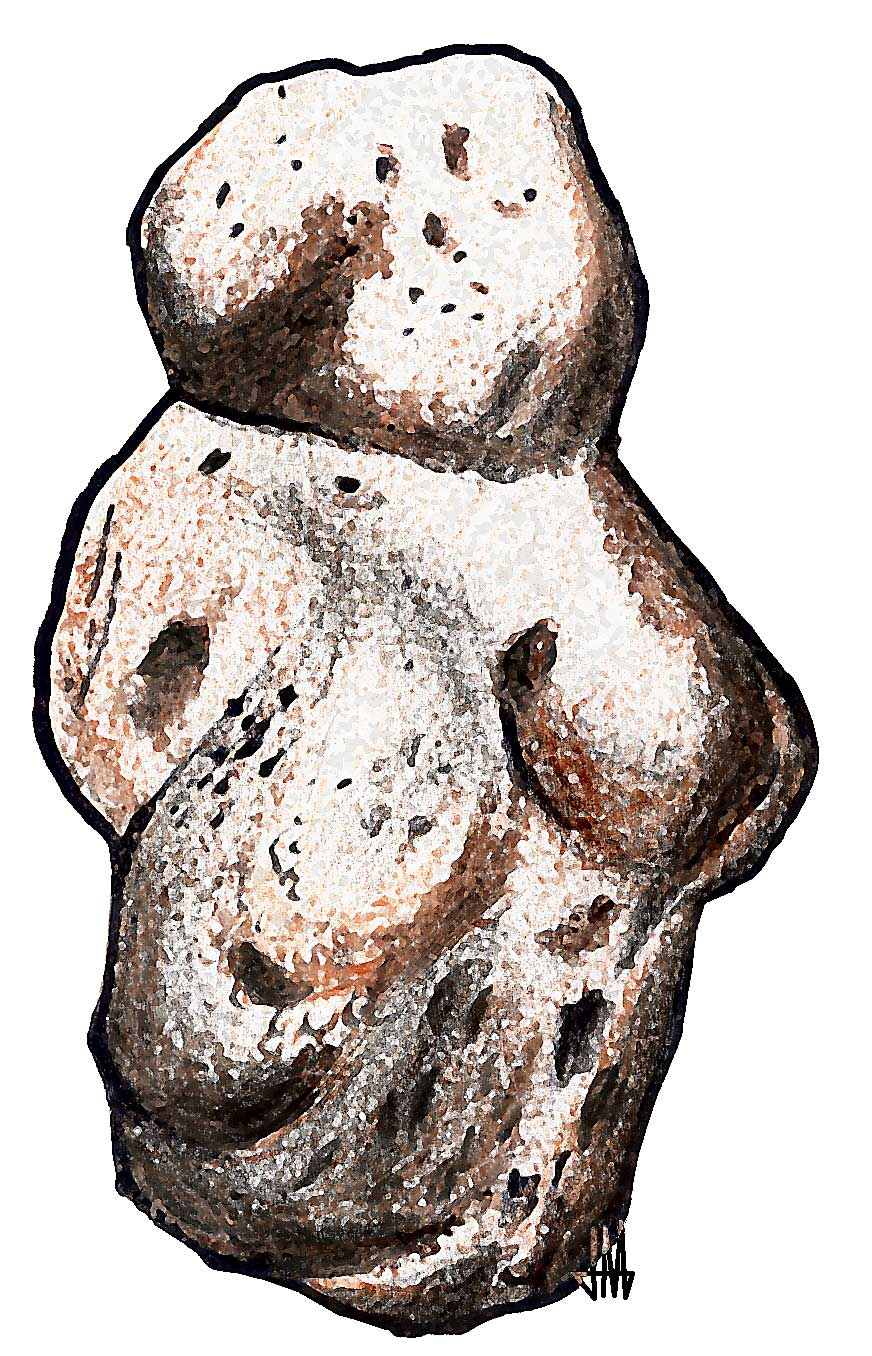
Venus de Berejat Ram

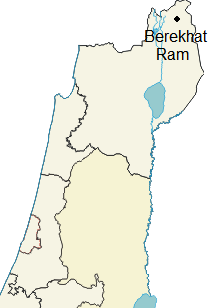
Situación del yacimiento de Berejat Ram (Altos del Golán)

La denominada Venus de Berejat Ram (o Berekhat Ram) es una posible figura antropomorfa de apenas 3,5 cm de longitud, aparentemente elaborada en roca volcánica rojiza en parte desgastada por la erosión, en parte con incisiones artificiales.
Fue descubierta por Alexander Marshack en 1981, en Mas'adah, en el pie del monte Hermón, una región cercana a los Altos del Golán (entre Israel, Líbano, Jordania y Siria); y se le ha atribuido, con bastante seguridad, una antigüedad de entre 250 000 y 280 000 años, por medio de una capa de ceniza inmediatamente superior, fechada en 230 000 años, en un contexto Achelense.
La elaboración habría consistido, como se ha mencionado, en una serie de incisiones realizadas con un utensilio lítico afilado (según demuestran los estudios trazalógicos): una de ellas, en la parte más estrecha y redondeada, parece configurar la cabeza; otras dos parecen corresponder a los brazos. De ser cierto, a pesar de su tosquedad y de que pueda ponerse en duda su antropomorfismo, quedaría demostrado que la pieza fue trabajada por algún ser humano, seguramente Homo heidelbergensis. Si además se pudiese demostrar la intención de crear una representación humana, sería, pues, el testimonio más antiguo y más claro de Arte paleolítico y, concretamente, de las venus paleolíticas.
Sin embargo, los últimos estudios parecen decantarse por la idea de que este objeto es totalmente natural, o que, al manipularlo, no hubo intencionalidad artística ninguna; aunque todavía no hay nada seguro al respecto.